# Discestra atlantica
Discestra atlantica är en fjärilsart som beskrevs av Brusin 1936. Discestra atlantica ingår i släktet Discestra och familjen nattflyn. Inga underarter finns listade i Catalogue of Life.